# The Sophomore
The Sophomore is een Amerikaanse filmkomedie uit 1929 onder regie van Leo McCarey.

## Verhaal
Joe Collins komt aan op de universiteit met 200 dollar om zijn collegegeld te betalen. Hij verliest dat geld tijdens een gokspelletje en moet een baantje aanvaarden in een ijssalon. Daar werkt ook Margie Callahan, die stiekem een oogje op hem heeft. Wanneer hij dat baantje kwijtraakt, betaalt Margie zijn collegegeld. Joe komt daar achter bij een sportwedstrijd.

## Rolverdeling
| Acteur          | Personage       |
| --------------- | --------------- |
| Eddie Quillan   | Joe Collins     |
| Sally O'Neil    | Margie Callahan |
| Stanley Smith   | Tom Weck        |
| Jeanette Loff   | Barbara Lange   |
| Russell Gleason | Dutch           |
| Sarah Padden    | Mevrouw Collins |
| Brooks Benedict | Dan Willis      |
| Spec O'Donnell  | Neef van Joe    |
| Walter O'Keefe  | Gabriel McAfee  |